# Birgit Schütz
Birgit Schütz (n. 8 octombrie 1958, Brandenburg an der Havel, Potsdam District⁠(d), RDG) este o canotoare ce a reprezentat Republica Democrată Germană, medaliată olimpică. A participat la o ediție a Jocurilor Olimpice (1980) în care a câștigat o medalie de aur.

## Participări
Lista de mai jos prezintă principalele competiții la care a participat Birgit Schütz de-a lungul carierei.
- canotaj la Jocurile Olimpice de Vară 1980 – 8 feminin[*][5]